# Starostwo krzeczowskie
Starostwo krzeczowskie – teren położony na północny wschód od Bochni, w dolnym biegu rzeki Raby, w przeszłości królewskie lasy z nielicznymi osadami jak Krzeczów i Ostrów. To teren położony około 20 km na wschód od Niepołomic. Królewskie Niepołomice i Krzeczów łączyła droga. Jej ślady są jeszcze widoczne w terenie, pozostała również jej nazwa "Droga królewska".

## Historia
Teren leżący na wschód i północ od  Krzeczowa, król Kazimierz Wielki postanowił zagospodarować, tworząc klucz wsi królewskich: Krzeczów, Borek, Jodłówka, Rzezawa i połowa Ostrowa. 10 lutego 1350 król wydał dokument o powołaniu nowej parafii w Borku. Jednak po naradzie, został wydany drugi dokument 26 maja 1350 o lokowaniu kościoła w Rzezawie.
Ilość wsi w starostwie ulegała zmianie. W roku 1414 starostwo było powiększone o wieś Dąbrówka w parafii Cerekiew, a w 1503 Bieńkowice również w parafii Cerekiew. W roku 1518 starostwo krzeczowskie było powiększone o folwark w Przyborowie. W roku 1525 Seweryn Boner, obok zarządu Żup krakowskich, zarządzał też wsiami: Krzeczów, Rzezawa, Jodłówka, Borek, Ostrów, Dąbrówka, Bieńkowice, Przyborów, Łęki (powiat brzeski) i Rudy.
W pierwszej połowie XVII wieku następuje rozwój miast i wsi, przybywa ludzi. Starostwo krzeczowskie, będące w powiecie sądeckim liczy 10 wsi. Wzrost liczby mieszkańców doprowadza do rozdrobnienia gospodarstw. Już w 1564 nie było gospodarstw łanowych. Gospodarstw pół łanowych było 56, oraz 140 gospodarstw o powierzchni nieokreślonej. Natomiast 50 lat później 237 gospodarstw ma powierzchnię mniejszą niż pół łana.
Zajęcie starostwa krzeczowskiego przez Austrię nastąpiło 23 sierpnia 1775 roku. Było ono wtedy w posesji Ignacego Dydyńskiego. Do dóbr krzeczowskich należały wsie: Krzeczów, Rzezawa, Jodłówka, Borek, Ostrów, Buczków, Dębina, Dabrówka, Przyborów, Łęki, Rudy i Rysie.

## Dzierżawcy (tenutariusze), starostowie, podstarostowie, administratorzy
Wykaz może zawierać nieścisłości gdyż na południe od Myślenic znajduje się również wieś o nazwie Krzeczów. W tym samym czasie występują aż trzy nazwiska: starosta, dzierżawca, zarządca jak to miało miejsce w XVIII wieku gdy starostwo było we władaniu rodziny Szwarcembergów.
- 1411–1414 – Książę Zygmunt Korybutowicz
- 1414–1434 – Siemowit V
- 1434–1444 – Klemens Wątróbka ze Strzelec herbu Oksza
- 1444–1464 – Jan Wątróbka, syn Klemensa Wątróbki
- 461–1464 – Winek Kezinger (Kesinger)
- od 1471 – Jakub Cielę z Paniewa
- 1475–1502 – Piotr Gniady z Zabierzowa k. Radomia herbu Ostoja
- 1502–1510 – Jan Gniady, syn Piotra Gniadego
- od 1511 – Stanisław Chroberski herbu Topór
- 1518–1523 – Jan Boner
- 1523–1538 – Rafał Ocieski herbu Jastrzębiec
- od 1525 – Seweryn Boner
- 1547–1548 – Bona Sforza d.Aragona
- od 1548 – administrator królowej Bony - Stanisław Płaza z Mstyczkowa herbu Topór
- 1558–1580 – Hieronim Bużeński herbu Róża (Poraj). Zmarł w Krzeczowie 26 XI 1580
- od 1570 – Hieronim (Jarosz) Ossoliński herbu Topór
- od 1575 – Marcin Ossoliński syn Hieronima
- 1580–1604 – Jacek Młodziejowski (Hiacynt) herbu Ślepowron
- 1604–1611 – Jan Branicki herbu Gryf, hrabia z Ruszczy
- 1612–1615 – Jan Płaza herbu Topór
- 1615–1634 – Stanisław Witowski herbu Jastrzębiec
- 1633–1634 – Adrian Broniewski (Broniowski) herbu Lewart
- od 1634 – Stanisław Witowski (syn)
- ok. 1672–1681 – Joanna Eleonora Witowska (Fierleiowna), wdowa po Stanisławie Witowskim
- od 1680 – Adam Kotowski
- do 1715 – Jan Brzechwa z Wrzącej herbu Jastrzębiec
- 1715–1717 – "Kontraktem z 25 V 1717 r. Krystyna ze Szwarcembergów, wdowa po Janie Brzechwa, staroście krzeczowskim, sprzedała starostwo Doprowskiemu za sumę 60 000 złp. Po sprzedaży, starostwo powróciło z powrotem do rodziny Czernych w roku 1753, lecz w charakterze dzierżawy
- od 1717 – Doprowski
- ok. 1724–1743 – Jan Łochocki z Łachocina herbu Junosz
- Jan Małachowski
- od 1745 – Walerian Kiciński herbu Rogala
- 1749–1759 – Izabela Kicińska z Niemiryczów, córka Władysława i Ludwiki ze Skorczyckich, żona Waleriana Kicińskiego
- 1759–1769 – Adam Szwarcenberg-Czerny herbu Nowina

Franciszka Czerny z Kicińskich, córka Waleriana, pisarza wielkiego koronnego i Izabeli z Niemiryczów, żona Adama, starosta  krzeczowski 1745 - 1760. Występują nieścisłości dat. Skargi wnoszone do sądu w roku 1753, dotyczą Adama Szwarcemberga-Czernego, oraz podstarościego Antoniego Bieleckiego
- 1769–1776 – Zarządca Ignacy Dydyński herbu Gozdawa

### Kameralny urząd gospodarczy
Po zajęciu starostwa przez rząd Austrii, w Krzeczowie zamieszkiwali urzędnicy (lista na podstawie ksiąg parafialnych).
- 1787–1795 – Filip Olbrich                            - intendent
- 1789–1795 – Jan Niepomucen Raycenstein (Reizenszteyn)- perfekt
- ok. 1795–1809 – Franciszek Lachowiczer
- 1798–1806 – Wincenty Janisch                         - perfekt
- 1800–1811 – Franciszek Ermich                        - mandatariusz
- od 1801 – Ignacy Kratter                           - kontroler
- 1802–1819 – Marcin Perysz (Perysch)                  - pisarz
- od ok. 1804 – Jan Komorowski                           - kontroler
- od ok. 1808 – Franciszek Czyżek kontroler
- 1808–1826 –Ignacy Karol Jahl                        - perfekt
- 1807–1808 – Józef Winkler                            - kontroler (Łazy 1805)
- 1810–1815 – Feliks Maschek (Massek)
- 1813–1819 – Henryk Hennig                            - kontroler (perfekt 1819)
- 1817–1824 – Michał Heida (Heyda)
- 1819–1822 – Alojzy Kozłowski                         - rewizor CK
- od 1820 – Józef Huczyński

Dobra krzeczowskie sprzedano w pięciu sekcjach. W 1834 wsie: Łęki, Przyborów, Rudy i Rysie nabył na licytacji Jakub Łasiński. Wsie Borek z wójtostwem, Buczków, Dębinę i Dąbrówkę nabył Edward Homolacs za 28 650 złr na licytacji 27 sierpnia 1835 roku. Wsie Krzeczów, Rzezawę i Jodłówkę z wójtostwem nabył Henryk Leopold Bondi za 110 500 złr na licytacji 30 lipca 1840 roku. Wsie Ostrów Szlachecki i Zatokę nabył Julian Milewski w 1844 roku.

## Życie w królewskich wsiach
Panował pogląd, że w królewskich wsiach żyło się lepiej, bo w razie krzywdy ze strony dzierżawcy, można było zwrócić się o sprawiedliwość do właściciela wsi, czyli króla. Lecz niezbyt to skutkowało. Wsie królewskie przez wszelkie wojska, polskie i obce były traktowane przedmiotowo, coś co należy ograbić i złupić.
Skutkiem "potopu" w starostwie krzeczowskim to 60,3% pustych łanów, to 192 opuszczonych gospodarstw. Dane te dotyczą całego starostwa. Zapewne poszczególne wsie poniosły różne straty z okresu wojen. 
Wsie dość szybko dźwignęły się z upadku. Przeprowadzone lustracje w 1665 i 1692 wykazały powiększenie areału przez karczunek czyli "kopanin" z których przez pewien czas nie były pobierane należności. Szczególnie dużo gruntów wyrobili sobie dodatkowo chłopi w Krzeczowie, skoro lustratorzy nakazali staroście dokonać natychmiast pomiaru gruntów wszystkich kmieci, zagrodników i chałupników, którzy "tylko na 2 łanach fundacją swoją mają, a tak się bardzo rozszerzyli i zabudowali, że więcej niż 70 domów jest w tej wsi". Wiele "Przymiarków" dodatkowych posiadali również mieszkańcy wsi Borek.